# 1996年夏季残疾人奥林匹克运动会美国代表团
1996年夏季残疾人奥林匹克运动会美国代表团是美国派出的1996年夏季残疾人奥林匹克运动会代表团。获得46枚金牌、46枚银牌和65枚铜牌。